# 隗姓
隗姓，為中國漢姓之一。隗姓出處有許多種說法，一說隗姓出自於北狄所建立的翟國，另有一說是出自商朝時期的鬼方氏。也有一種說法是說隗姓來自於夏朝王族後裔，湯滅桀後，封夏朝王族建立隗國，後代遂稱隗姓。

## 延伸阅读
[在维基数据编辑]
 《百家姓》
 《欽定古今圖書集成·明倫彙編·氏族典·隗姓部》，出自陈梦雷《古今圖書集成》